# Parc national de Galičica
Le parc national de Galičica (en macédonien : Национален парк Галичица) est situé à l'extrême sud-ouest de la Macédoine du Nord, près de la frontière albanaise. Créé en 1958, il couvre une superficie de 227 kilomètres carrés, et se trouve sur le massif éponyme, qui culminent à 2 254 mètres d'altitude. Ces monts forment la séparation entre les lacs d'Ohrid et Prespa, tous d'eux d'origine géologique. Le premier des deux, profond de 288 mètres au maximum, est le plus vieux lac d'Europe.

## Flore et faune
La vie florale dans le parc national de Galičica représente plus de 1600 espèces.
Le parc est le refuge d'un grand nombre d'espèces animales et végétales, parfois très rares, comme le lynx, l'ours brun, le loup, etc.

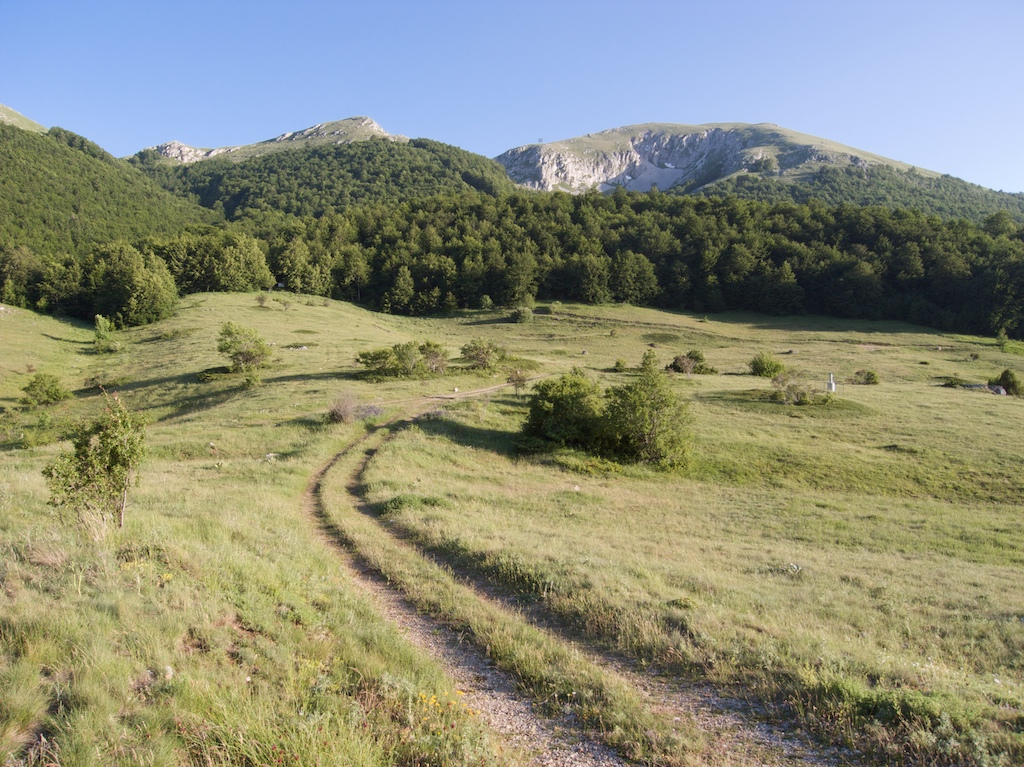
Vue du massif
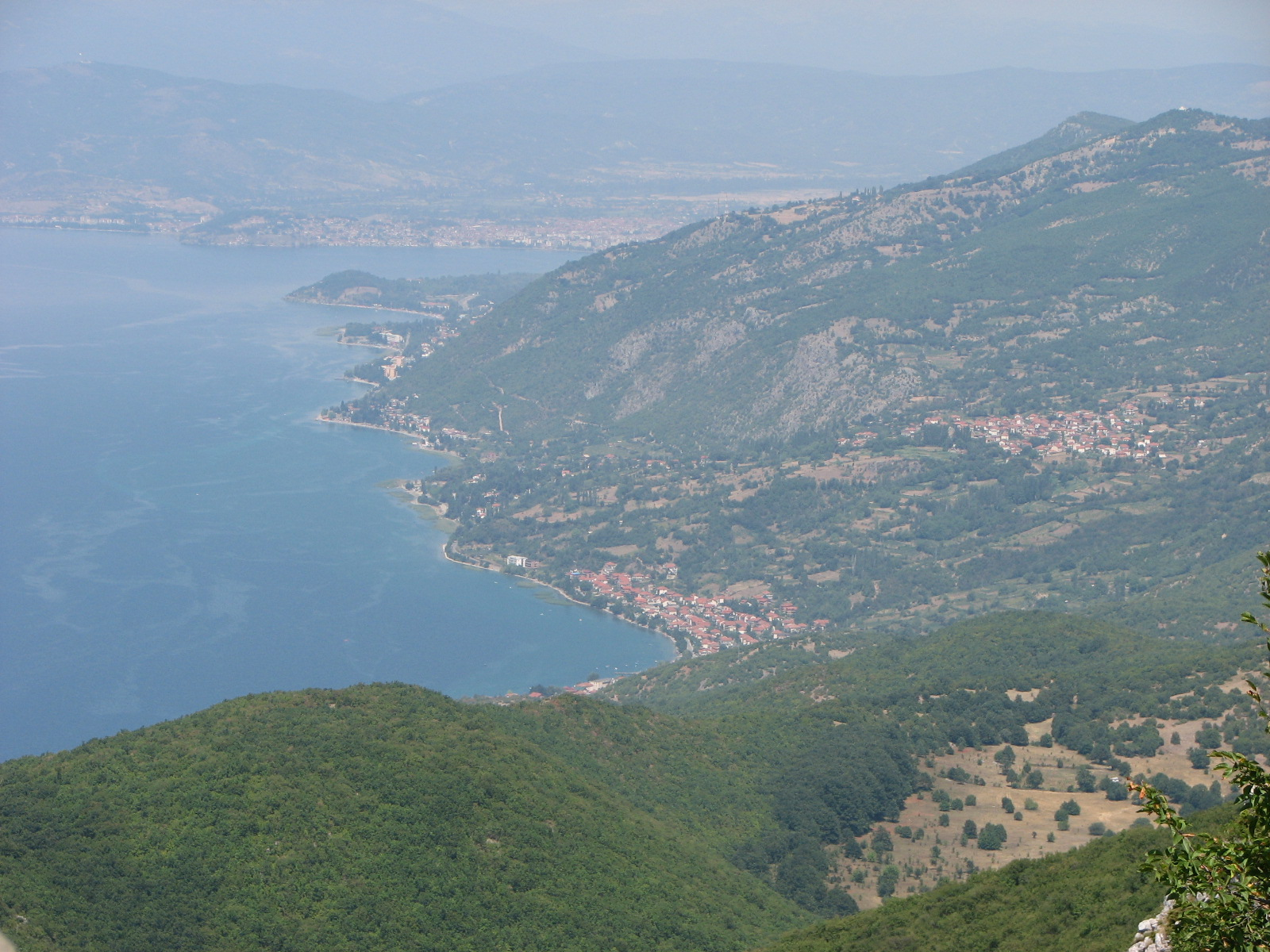
Le massif plongeant dans le lac d'Ohrid
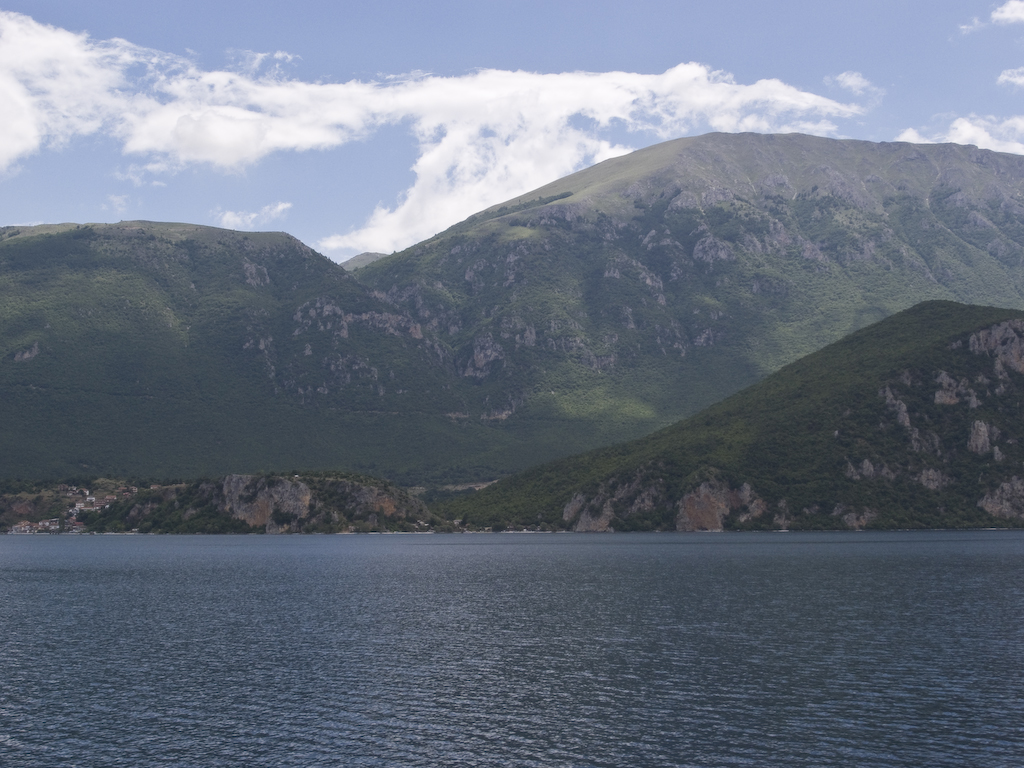
le massif depuis le lac
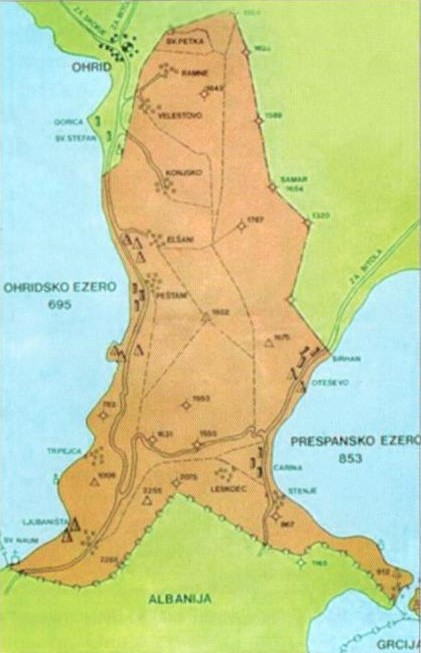
Carte du parc national de Galičica